# Yevgueni Novosiolov
Yevgueni Novosiolov –en ruso, Евгений Новосёлов– (5 de abril de 1989) es un deportista ruso que compitió en saltos de trampolín. Ganó una medalla de plata en el Campeonato Europeo de Saltos de 2015, en la prueba de 1 m.

## Palmarés internacional
| Campeonato Europeo | Campeonato Europeo | Campeonato Europeo | Campeonato Europeo |
| Año                | Lugar              | Medalla            | Prueba             |
| ------------------ | ------------------ | ------------------ | ------------------ |
| 2015               | Rostock (Alemania) | Medalla de plata   | Trampolín 1 m      |